# Csatahajósor

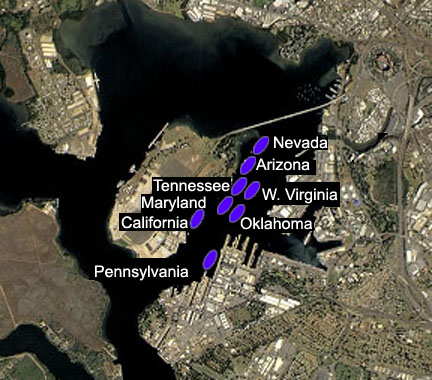

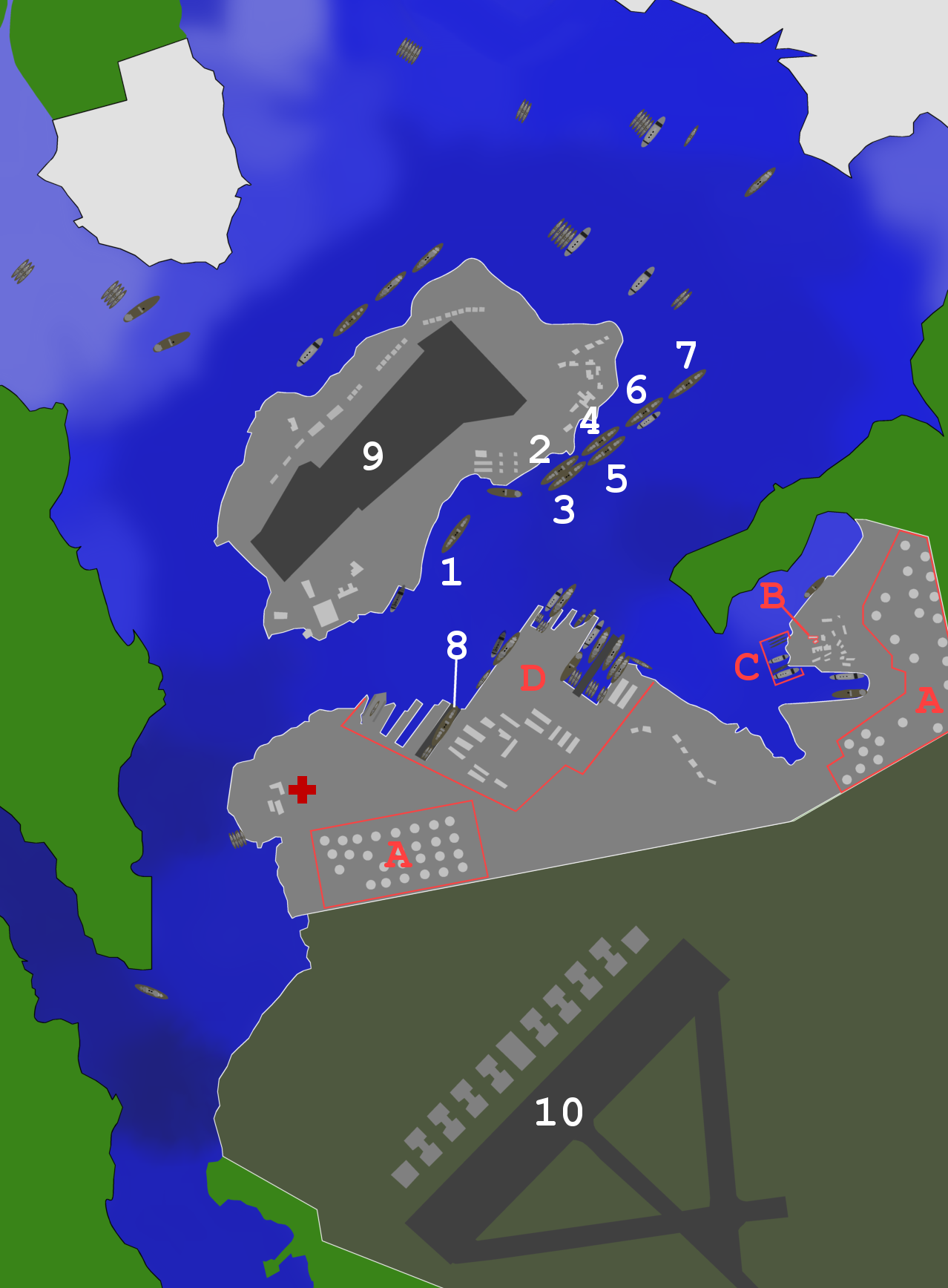
Jelmagyarázat: 1 – USS California; 2 – USS Maryland; 3 – USS Oklahoma; 4 – USS Tennessee; 5 – USS West Virginia; 6 – USS Arizona; 7 – USS Nevada; 8 – USS Pennsylvania; 9 – Ford-szigeti támaszpont; 10 – Hickam légitámaszpont

A csatahajósor (angolul: Battleship Row) nyolc amerikai csatahajó csoportja, mely a hawaii Pearl Harbor kikötőjében horgonyzott a japán támadás idején 1941. december 7-én. Ezek a hajók szenvedték el a legnagyobb károkat és ők voltak a japán támadás elsődleges célpontjai. A USS Pennsylvania kivételével mind a hét a Ford-sziget mellett volt egy csoportba kikötve, a „Pennsy” nem messze tőlük szárazdokkban állt. Ez a nyolc csatahajó: Arizona, California, Maryland, Nevada, Oklahoma, Pennsylvania, Tennessee és West Virginia. Négy csatahajóosztályt képviseltek (Nevada, Pennsylvania, Tennessee, Colorado), a Colorado osztályból egy kivételével mind megsérült, vagy elveszett. A USS Arizona mellé volt kikötve ekkor a Vestal nevű ellátóhajó is.

## Következmények
A támadást követően a leghamarabb a USS Pennsylvania lett úszóképes, december 20-án már kihajózott a kikötőből, főként a szárazdokk felszabadítása miatt és San Franciscóba érkezett, ahol 1942. március 30-áig javítási munkákat végeztek rajta.
A következő, ami kiszabadult a USS Tennessee, ami a West Virginia miatt nem tudta elhagyni a kikötőt. Tíz nappal a támadás után sikerült mentesíteni és négy nappal később elindult az Államok nyugati partja felé javításra. Noha a USS Maryland-et is leírták a japánok, a hajó viszonylag épen maradt, december 30-án megérkezett a Washington állambeli bremertoni Puget Sound Navy Yard-ba javításra, őt a Tennessee követte. Az „Old Mary” 1942 februárjában bevetésre kihajózott.
A USS Nevada-t 1942. február 12-re úszóképessé tették, majd némi kikötőbeli javítást követően a Puget Sound Navy Yard-ba indult, ahonnan októberben távozott.
A USS California-t 1942. március 25-én tették úszóképessé, majd szárazdokkba vontatták Pearl Harborban. Június 7-én érkezett meg önerőből a Puget Sound Navy Yard-ba jelentősebb átalakításokra. A teljes átépítésből 1944. május 5-én indult el a Marianna-szigeteki partraszállás támogatására.
A USS West Virginia-t 1942. május 17-én tették úszóképessé és a 9-es számú szárazdokkba vontatták. Itt a részletes kárfelmérésen megállapították, hogy hét torpedótalálat érte. Végül utolsónak 1943. május 7-én hagyta el Pearl Harbort teljes átépítésre a Puget Sound Navy Yard-ba. 1944 júliusáig itt is maradt.
A felborult Oklahoma-t 1942. július 15-én felállították és a 2-es számú szárazdokkba vontatták, azonban a műszaki átvizsgálás során a leselejtezése mellett döntöttek, 1944. szeptember 1-jén kivonták a hadrendből, majd a felépítményeitől lebontott törzset 1946. december 5-én eladták bontásra. Az Arizona-t a víz alatt hagyták emlékhelyül a támadásnak, a vízből kiálló akadályt képező részeit eltávolították.

## Galéria

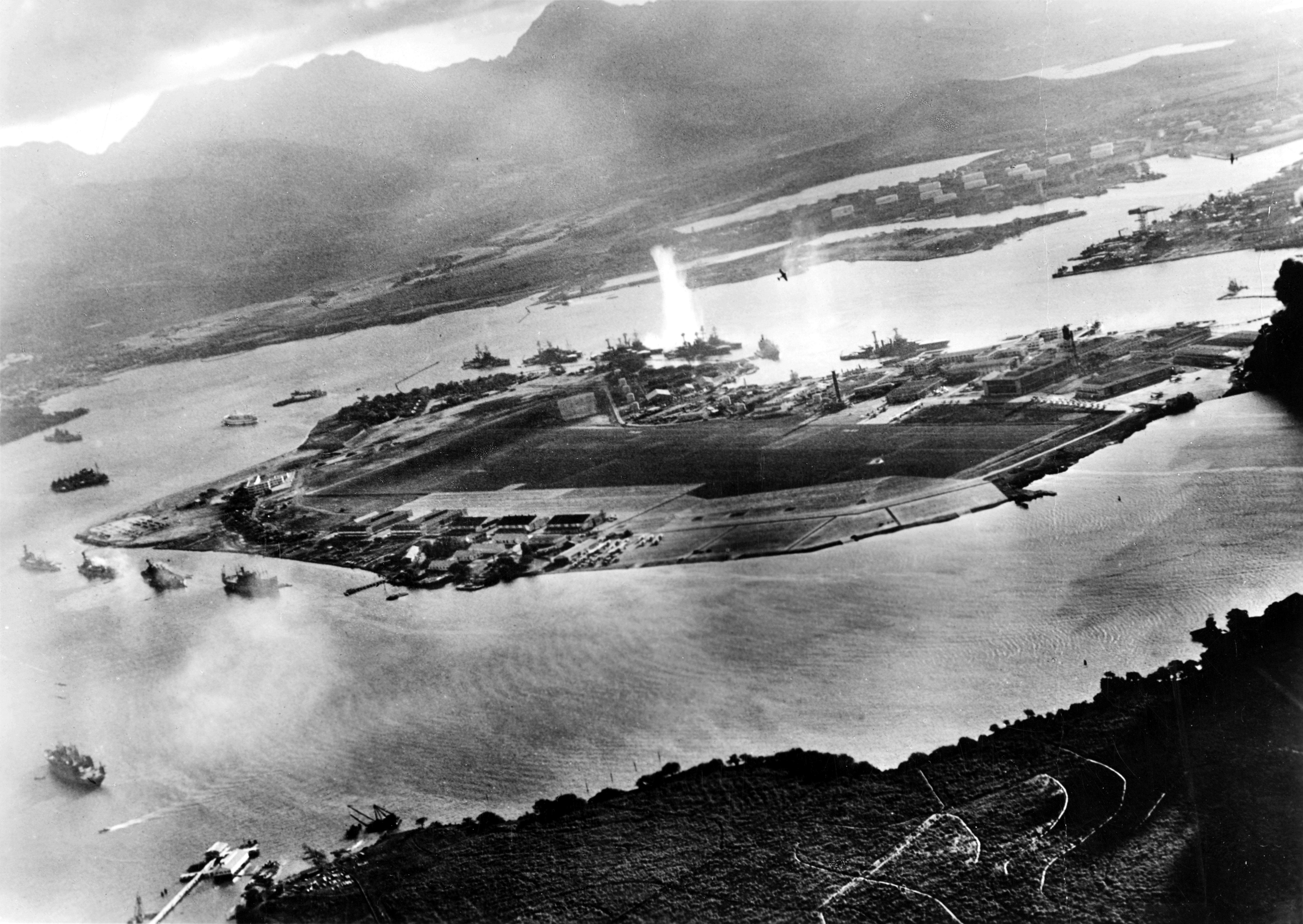
Az 1941. december 7-i reggeli japán támadásról készült felvétel, melyet egy japán repülőgépből készítettek
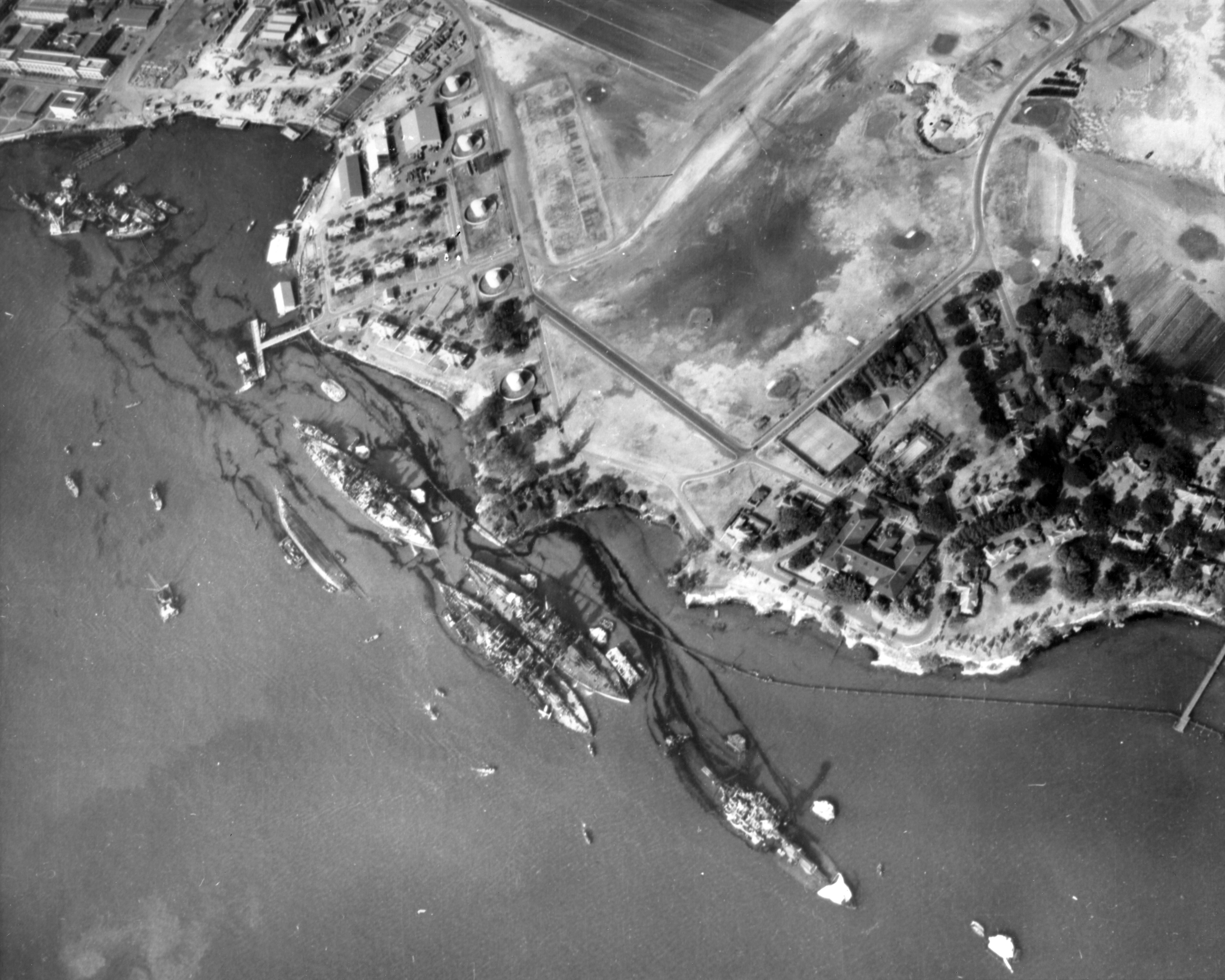
Egy 1941. december 10-i légifelvétel a „csatahajósorról”, jól látható rajta a három nappal korábbi japán légitámadás nyomai
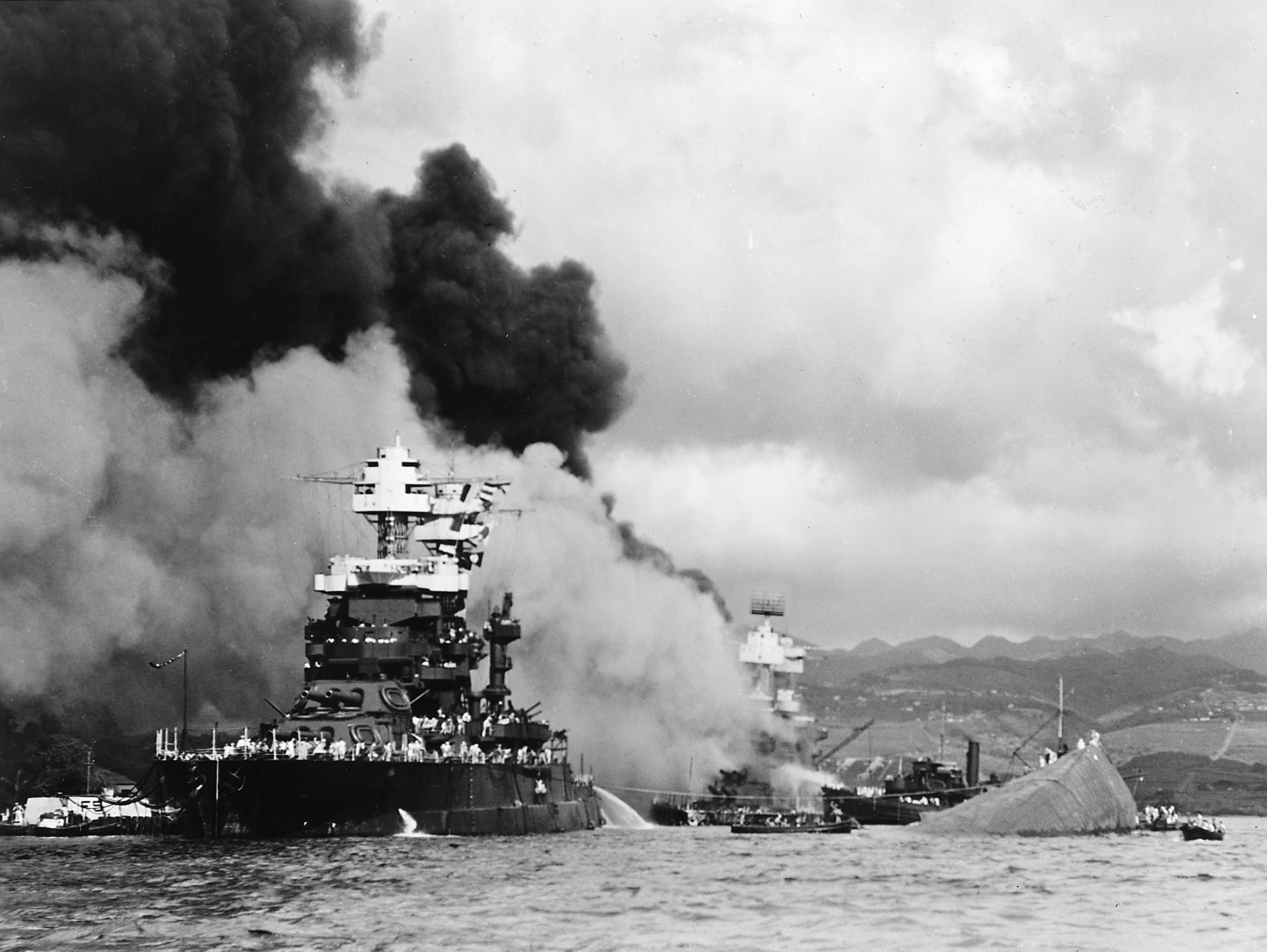
A USS Maryland (BB 46) kármentési munkái alatt. Mögötte-mellette a felborult USS Oklahoma (BB 37) és az égő USS West Virginia (BB 48)
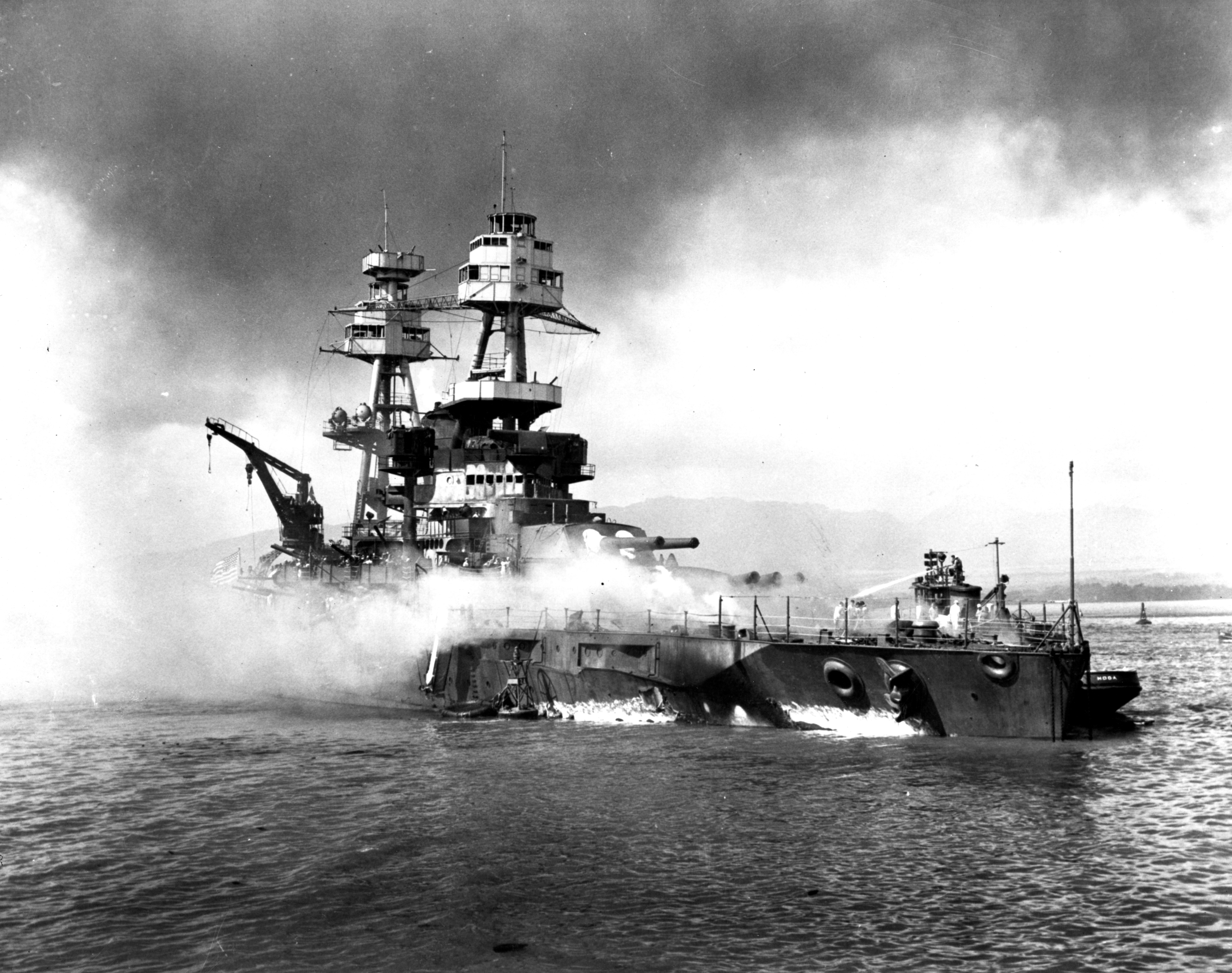
A USS Nevada a támadás után a Hospital Pointnál
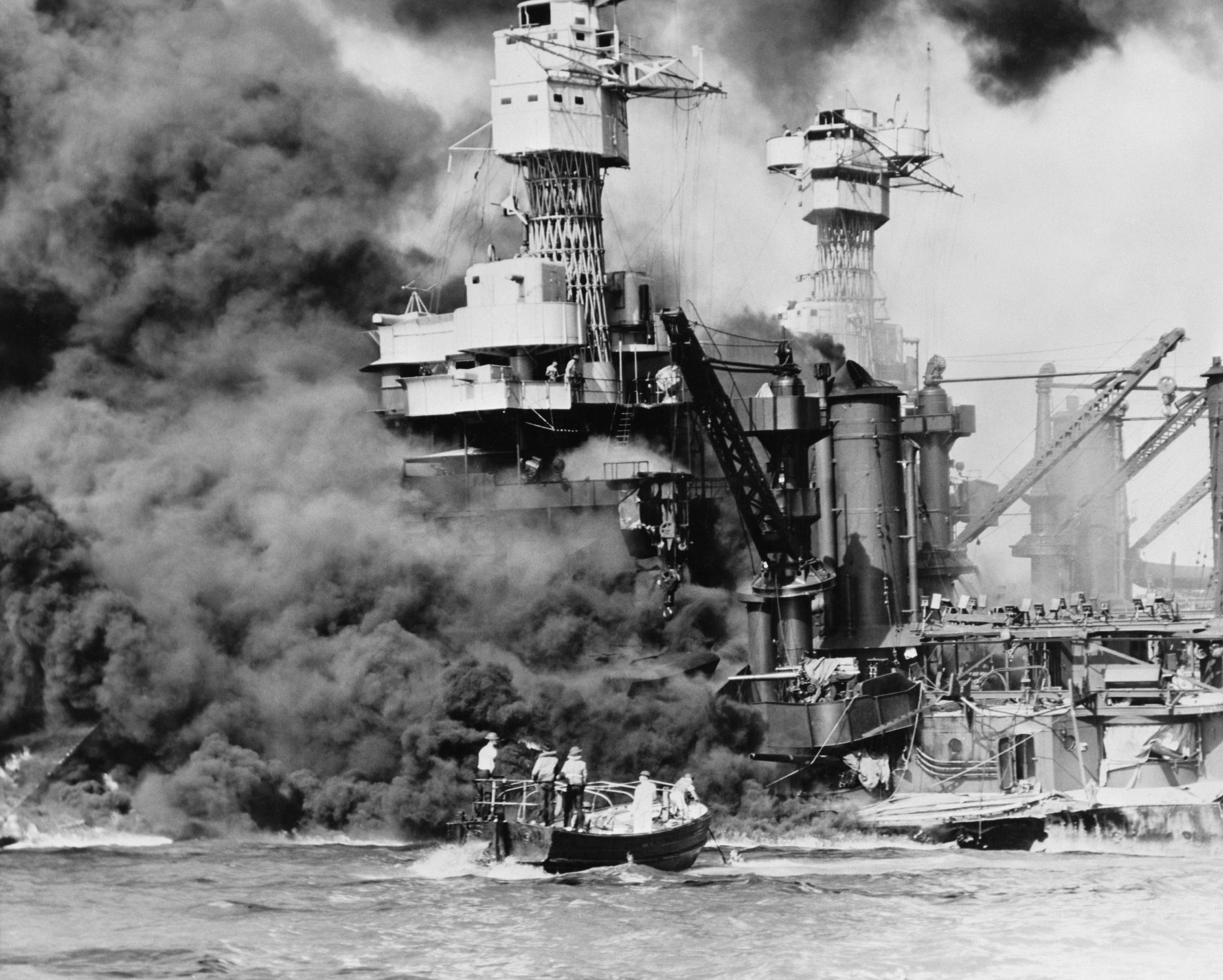
A USS West Virginia lángoló roncsa
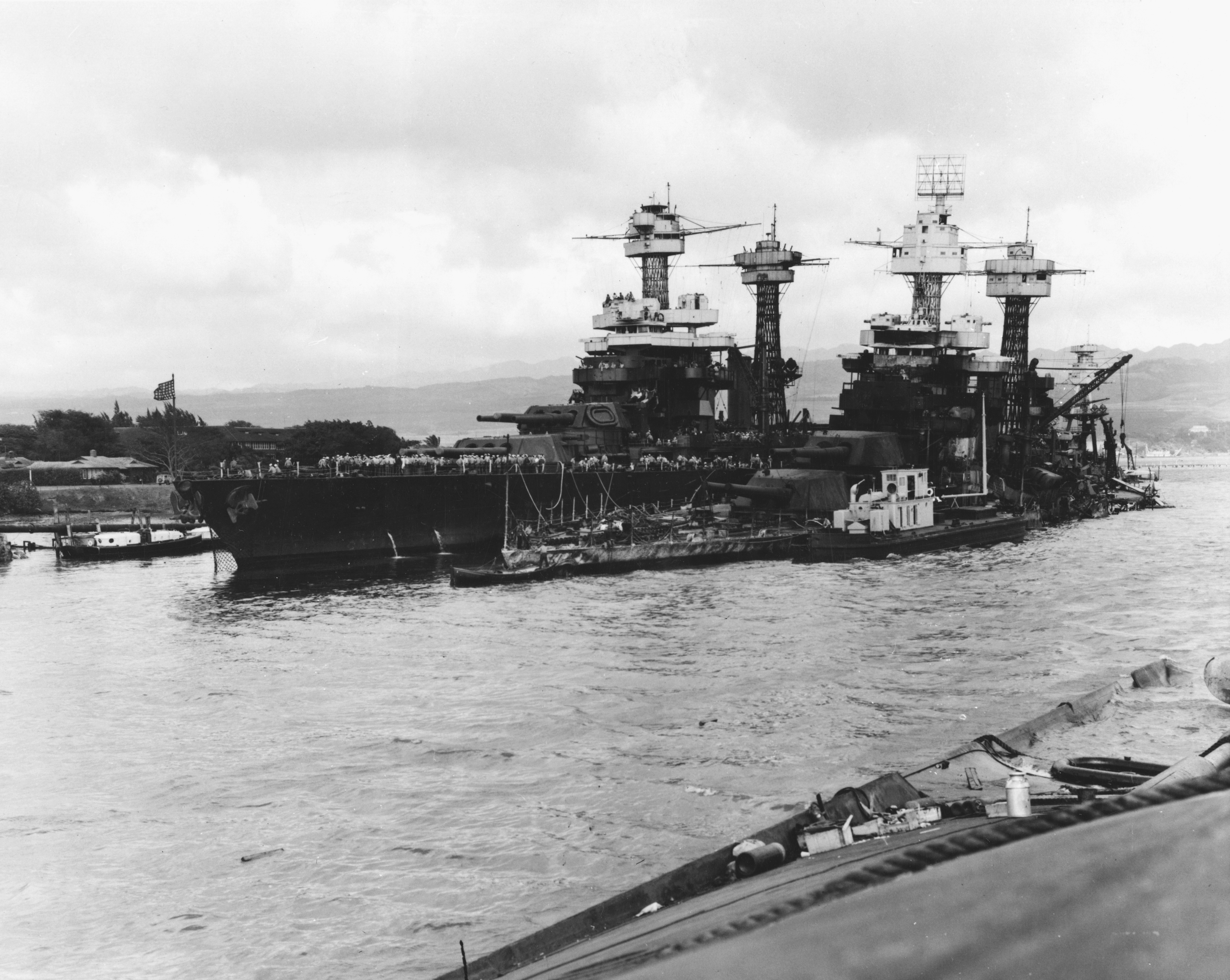
A USS Tennessee (BB 43) és a javarészt elmerült USS West Virginia (BB 48) december 10-én
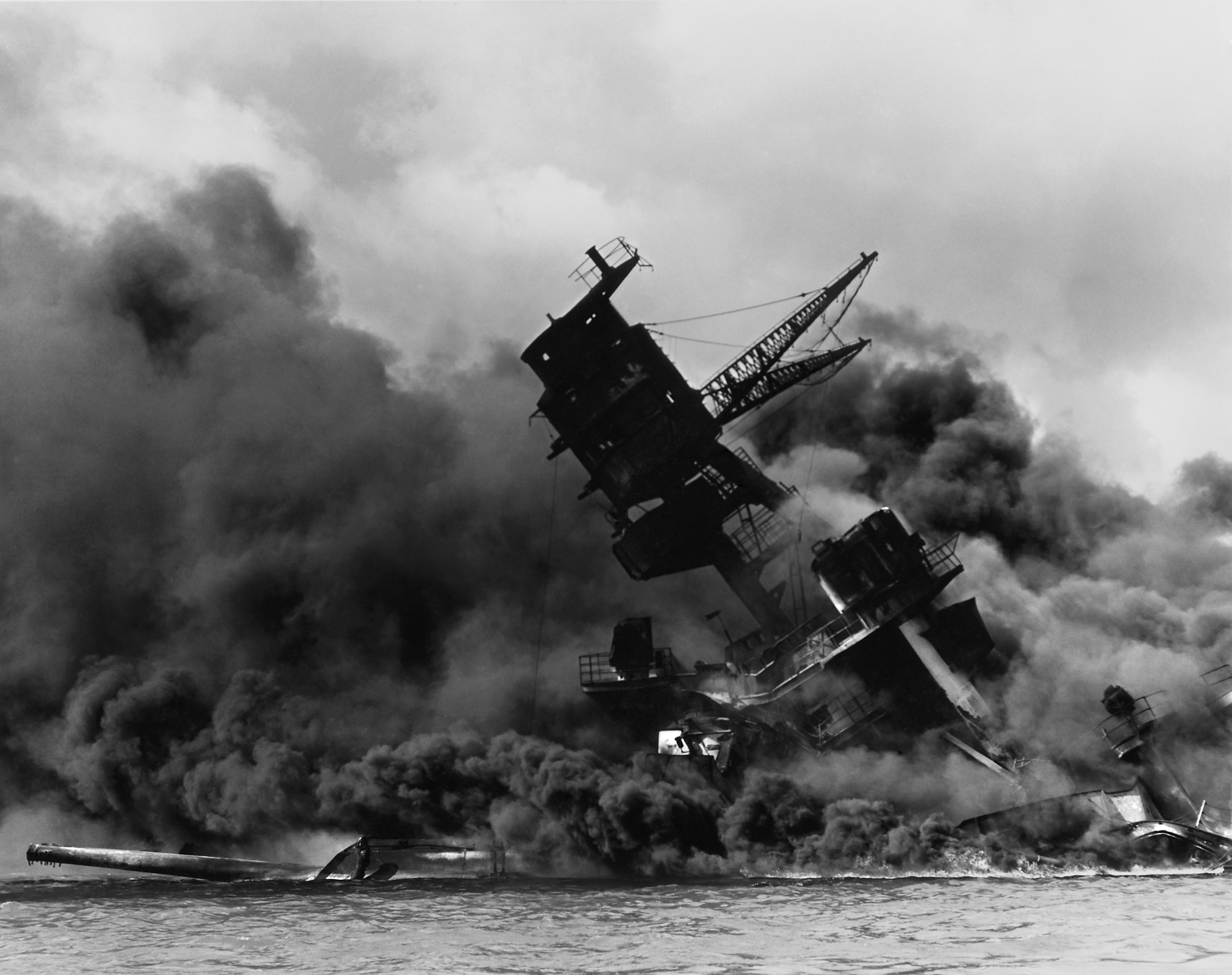
Az égő USS Arizona (BB 39)
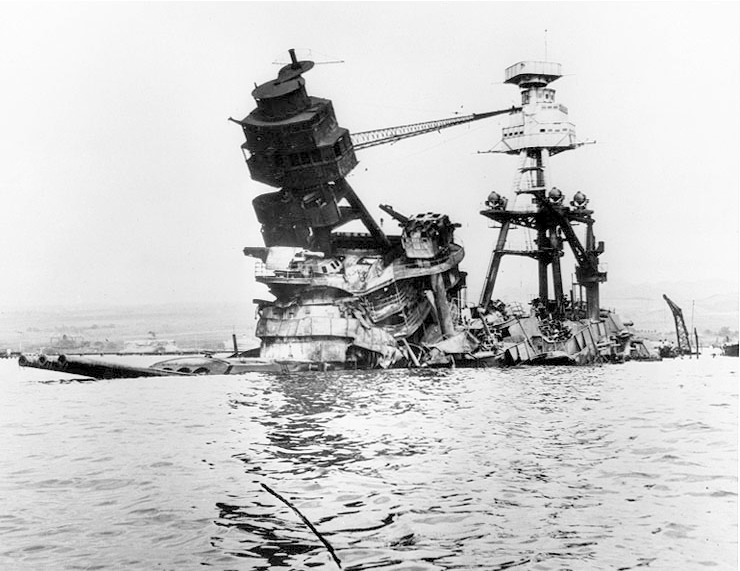
A USS Arizona (BB 39) javíthatatlanul kiégett, a támadás mementója lett

## Fordítás
- Ez a szócikk részben vagy egészben  a   Battleship Row című angol Wikipédia-szócikk ezen változatának fordításán alapul.  Az eredeti cikk szerkesztőit annak laptörténete sorolja fel. Ez a jelzés csupán a megfogalmazás eredetét és a szerzői jogokat jelzi, nem szolgál a cikkben szereplő információk forrásmegjelöléseként.